# Bekenstein–Hawking-entrópia
A Bekenstein–Hawking-entrópia fogalma Jakob Bekenstein mexikói-amerikai-izraeli és Stephen Hawking angol elméleti fizikushoz kötődik. Az általuk felírt matematikai összefüggés megmutatja, hogy közvetlen kapcsolat van a fekete lyukak entrópiája és eseményhorizontja között. Az összefüggés a következőképpen adható meg:
{\displaystyle S_{BH}={\dfrac {A}{4L_{p}^{2}}}={\dfrac {c^{3}A}{4G\hbar }}},
ahol az {\displaystyle L_{p}} a Planck-hossz, a {\displaystyle G} a Newton-féle gravitációs állandó, a {\displaystyle \hbar } redukált Planck-állandó, a {\displaystyle c} a fénysebesség, az {\displaystyle A} pedig a fekete lyuk eseményhorizontjának felülete. A felület meghatározható különböző feketelyuk-megoldásokra. A stacionárius, gömbszimmetrikus Schwarzschild-megoldás esetén a felület 
{\displaystyle A=4\pi r_{s}^{2}=16\pi G^{2}M^{2}/c^{4}},
ahol {\displaystyle r_{s}} a Schwarzschild-sugár, az {\displaystyle M} pedig a fekete lyuk tömege. Hasonlóan meghatározható a forgó, töltött fekete lyukakat leíró Kerr–Newman-metrikára is: 
{\displaystyle A=4\pi (r_{KN}^{2}-(J/Mc)^{2})}, ahol {\displaystyle r_{KN}=GM/c^{2}+{\sqrt {(GM/c^{2})^{2}-({\sqrt {G}}Q/c^{2})^{2}-(J/Mc)^{2}}}}

## A képlethez vezető út
A Bekenstein–Hawking-entrópia bevezetése a 70-es években zajló komoly tudományos vita és kollaboráció eredménye, amelyben a kor számos kiemelkedő általános relativitáselmélettel foglalkozó elméleti fizikusa részt vett. 
Az első fontos mérföldkő, Wheeler és Ruffini 1971-ben megjelent cikke, amelyben kifejtették, hogy egy stacionárius fekete lyuk felparaméterezéséhez kevés fizikai paraméterre van szükség (tömeg, elektromos töltés, impulzusmomentum). Viszont egy adott paraméterezéshez sok különböző fekete lyuk képződése képzelhető el. Tehát feltételezhető, hogy egy adott paraméterezéshez több különböző belső állapot tartozik. A gondolat analóg azzal a statisztikus fizikai (termodinamikai) elvvel, hogy sok különböző mikroállapot konfiguráció tartozhat egy fizikailag megvalósuló makroállapothoz. Ugyanezen évben fogalmazta meg azt a kérdés John Archibald Wheeler, hogy vajon a fekete lyukba eső objektumok teljesen elvesznek-e? A kérdést megvitatta Jakob Bekensteinnel, aki akkor éppen a témavezetője volt a Princetoni Egyetemen, aki az általa feltárt problémát Wheeler démonának nevezett, ezzel utalva a Maxwell-démonra. Ennek hatására Bekenstein ennek a kérdésnek szentelte a PhD-kutatását. 
Tőlük függetlenül fogalmazta meg 1971-ben Hawking a híres felület tételét. Publikációjában azt állította, hogy a fekete lyuk eseményhorizontjának felülete soha nem csökkenhet, hanem bármely fekete lyuk esetében az monoton nő. A cikkben azt a példát tette fel, hogy kezdetben volt két fekete lyuk egymástól jelentős távolságra, amelyek később egyesülnek, és kialakul egy Kerr-féle fekete lyuk, amelynek meghatározott tömege és spinje van. Ekkor belátta, hogy a keletkezett Kerr-féle fekete lyuk eseményhorizontjának a felülete szükségszerűen {\displaystyle A_{K}\geq (A_{1}+A_{2})}lesz.